# 泰羅 (密西西比州)
泰羅（英語：Tyro）是位於美國密西西比州泰特縣的非建制地區。

## 歷史
泰羅的郵局於1850年設立，其後於1959年停運。

## 地理
泰羅所處的海拔為高於海平面142米（即466英呎），而該地所採用的時區為UTC-6，即北美中部時區（CST）。同時該地設有夏令時間，為UTC-6調快一小時，即UTC-5（CDT）。